# Kate & Leopold
Kate & Leopold är en amerikansk romantisk komedi från 2001 regisserad av James Mangold, manus av Steven Rogers och James Mangold. Huvudrollerna spelas av Hugh Jackman och Meg Ryan.

## Handling
Kate är singel och en ambitiös karriärkvinna i dagens New York. Leopold är hertig av Albany, ungkarl – och från 1800-talet. De två möts när Kates uppfinningsrika före detta pojkvän hittar ett "tidshål" nära Brooklyn Bridge och efter en "tur" tillbaka till 1870-talet tar med sig Leopold hem till nutiden. Snart blomstrar kärleken mellan Kate & Leopold trots århundradens avstånd...

## Rollista
| Meg Ryan         | – Kate McKay          |
| Hugh Jackman     | – Leopold             |
| Liev Schreiber   | – Stuart Besser       |
| Breckin Meyer    | – Charlie McKay       |
| Natasha Lyonne   | – Darci               |
| Bradley Whitford | – J.J. Camden         |
| Paxton Whitehead | – Uncle Millard       |
| Spalding Gray    | – Dr. Geisler         |
| Josh Stamberg    | – Kollegan Bob        |
| Matthew Sussman  | – Phil på reklambyrån |
| Charlotte Ayanna | – Patrice             |
| Philip Bosco     | – Otis                |
| Andrew Jack      | – Roebling            |
| Stan Tracy       | – Fotograf            |
| Kristen Schaal   | – Miss Tree           |